# Gitterfehler
Als Gitterfehler (auch Gitterdefekt oder Kristall(bau)fehler) wird jede Unregelmäßigkeit in einem sonst periodischen Kristallgitter bezeichnet. Die Existenz von Gitterfehlern unterscheidet den realen Kristall vom theoretischen Modell des idealen Kristalls. Gitterfehler sind von grundlegender Bedeutung für viele Eigenschaften eines Kristalls, insbesondere für die chemische Reaktivität, Stofftransport und Diffusion im Kristall sowie für seine mechanischen Eigenschaften.
Die Einteilung der Gitterfehler erfolgt anhand der räumlichen Ausdehnung des Fehlergebietes. Man kennzeichnet die Zahl der räumlichen Dimensionen, in denen der Gitterfehler mehr als atomare Ausdehnung besitzt. Auf diese Weise werden null- bis dreidimensionale Gitterfehler unterschieden.

## Nulldimensionale Gitterfehler

Punktdefekte in einem zweidimensionalen Kristallgitter u. a. mit einem Eigenzwischengitteratom (oben links)

Punktdefekte sind Defekte, die die Ausdehnung eines einzelnen Atoms haben. Formal sind sie also auf einen einzelnen Gitterplatz beschränkt. Es lassen sich drei Fälle unterscheiden.
- Leerstellen (vacancies) sind freie Gitterplätze, die im regulären Gitter besetzt sind.
- Zwischengitteratome (interstitials) sitzen auf Plätzen, die im regulären Gitter unbesetzt sind. Solche Defekte werden auch als interstitielle Fehlstellen bezeichnet.
- Substitutionsatome (antisites) sitzen auf Gitterplätzen, die im regulären Gitter durch eine andere Atomart besetzt sind. Ein Sonderfall sind Farbzentren, bei denen ein Anion durch ein Elektron ersetzt ist.

Punktfehler unterscheiden sich von den höherdimensionalen Fehlern dadurch, dass sie als einzige im thermodynamischen Gleichgewicht vorkommen. Da sie eine notwendige Voraussetzung für Stofftransport und damit für die chemische Reaktivität in einem Kristall sind, hat sich in der Physikalischen Chemie ein eigener Zweig der Thermodynamik entwickelt, die Punktdefekt-Thermodynamik.
Verschiedene Punktfehler sind in einem Kristall durch Ladungs- und Strukturbedingungen aneinander gekoppelt und kommen daher oft in bestimmten Kombinationen vor. Einige wichtige Kombinationen haben eigene Bezeichnungen bekommen: Schottky-Fehlordnung, Frenkel-Fehlordnung, Einlagerungsmischkristalle und Substitutionsmischkristalle.
Um mit Punktdefekten formale Reaktionsgleichungen aufstellen zu können, wird die Kröger-Vink-Notation verwendet.
Punktdefekte können unterteilt werden in:
- intrinsische Defekte, die im thermodynamischen Gleichgewicht des reinen Kristalls vorkommen.
- extrinsische Defekte, die durch die Anwesenheit einer zweiten Phase (Fremdatome) verursacht werden.

Beispielsweise ist die Schottky-Fehlordnung eines Natriumchlorid-Kristalls intrinsisch. Wenn der Kristall aber mit geringen Mengen Kaliumchlorid dotiert wird, so werden die resultierenden Kalium-Substitutionsatome auf Natrium-Plätzen als extrinsische Defekte bezeichnet. Auf diesem Unterschied in der Art der Ladungsträger basieren die intrinsische und die extrinsische Leitfähigkeit.

## Eindimensionale Gitterfehler

Eine Stufenversetzung

Linienfehler werden gewöhnlich als Versetzungen oder Versetzungslinien bezeichnet. Es gibt Stufen- und Schraubenversetzungen. Beide sind entscheidend für die mechanischen Eigenschaften des Kristalls und daher von großer Bedeutung in den Materialwissenschaften. Sie können aber auch „Pfade“ erhöhter Atom- oder Ionenbeweglichkeit sein und dadurch Stofftransport und Reaktivität des Kristalls beeinflussen.
Zur Charakterisierung der Versetzung dient der Burgersvektor. Bei Stufenversetzung steht er senkrecht auf der Versetzungslinie, bei Schraubenversetzung liegt er parallel zu ihr.

## Zweidimensionale Gitterfehler
| Art der Grenzfläche           | Energie {\displaystyle \gamma } [mJ·m−2] |
| ----------------------------- | ---------------------------------------- |
| Korngrenze (Großwinkel in Cu) | 500                                      |
| Zwillingsgrenzen              | 160                                      |
| Korngrenze (Kleinwinkel)      | 0…100                                    |
| Stapelfehler in Al            | 250                                      |
| Stapelfehler in Cu            | 100                                      |
| Stapelfehler in Au            | 10                                       |
| Stapelfehler in Cu + 30 % Zn  | 7                                        |

Ein realer Kristall hat zwangsläufig eine endliche Ausdehnung und dadurch eine Oberfläche. Dies stellt eine Unterbrechung der Translationssymmetrie und damit den einfachsten Flächenfehler dar.
Aus dem gleichen Grund zählen Grenzflächen zu anderen Phasen zu den Flächenfehlern. Die atomare Struktur in der Nähe einer Grenzfläche hängt sehr stark vom Aggregatzustand, der chemischen Zusammensetzung und gegebenenfalls der kristallographischen Orientierung der zweiten Phase ab.
Alle anderen zweidimensionalen Fehler treten nur im Inneren des betrachteten Kristalls auf:
- Korngrenzen trennen zwei Körner eines Kristalls, d. h. zwei Bereiche mit unterschiedlicher räumlicher Orientierung des Gitters. Abhängig von dem Winkel, um den die beiden Gitter gegeneinander verdreht sind, spricht man von Kleinwinkelkorngrenzen (Subkorngrenzen) oder Großwinkelkorngrenzen.
- Eine Zwillingsgrenze ist die Grenzfläche zwischen den beiden Teilen eines Kristallzwillings.
- Stapelfehler treten auf, wenn der periodische „Stapel“ der einzelnen Ebenen eines Kristalls gestört ist. Dies ist besonders bei Metallen ein häufiger Fehler.
- An einer Antiphasengrenze ist ein Teil des Kristalls (formal) durch eine Translation gegenüber dem anderen Teil des Kristalls versetzt. Die Translation beträgt nur einen Teil der Gitterkonstante.

Ferner werden auch die Wände zwischen ferromagnetischen oder ferroelektrischen Domänen eines Kristalls zu den Flächenfehlern gezählt.

## Dreidimensionale Gitterfehler
Volumenfehler (auch Inklusionen) sind vollständige Fremdphasen im Inneren des Kristalls.
- Poren sind offene oder geschlossene Hohlräume im Kristall, die mit Gas oder Flüssigkeit gefüllt sind.
- Einschlüsse sind feste Fremdphasen.
  - Ausscheidungen (Präzipitate) sind Sonderfälle des Einschlusses, bei dem die Fremdphase aus dem Kristall selbst gebildet wird. Dies ist z. B. der Fall, wenn sich bei der Abkühlung einer festen Lösung die Minderheitenkomponente im Kristallinneren eine eigene Phase bildet (siehe auch Ausscheidungshärtung).

Da Volumenfehler den sie umgebenden Kristall verzerren, sind sie von einer Zone mit einer höheren Konzentration niederdimensionaler Gitterfehler umgeben.

## Strukturelle Fehlordnung
Einen Sonderfall stellt die strukturelle Fehlordnung dar, die in einigen Ionenkristallen vorkommt. In solchen Kristallen hat ein einzelnes Teilgitter vollständig seine Translationssymmetrie verloren. Die Ionen dieses Teilgitters haben eine extrem hohe Beweglichkeit, man spricht von einem quasi-geschmolzenen Teilgitter. Die Kristalle werden dadurch zu sehr guten festen Ionenleitern, zu Superionenleitern. Eine Voraussetzung für strukturelle Fehlordnung ist, dass sehr große Ionen mit großen Zwischenräumen neben kleinen, in diesen Zwischenräumen beweglichen Ionen vorliegen. Das fehlgeordnete Teilgitter ist daher immer ein Kationengitter.
Beispiele für Kristalle mit struktureller Fehlordnung sind bestimmte Modifikationen von Silbersulfid, Silberiodid und Rubidiumsilberiodid, bei denen jeweils das Silberteilgitter strukturell fehlgeordnet ist.

## Methode zur Klassifikation
Eine erfolgreiche mathematische Methode zur Klassifikation physikalischer Gitterdefekte, die sich nicht nur in der Versetzungstheorie gewöhnlicher Kristalle, sondern u. a. auch zur Beschreibung von Disklinationen in flüssigen Kristallen und bei Anregungen der supraflüssigen Zustände von {\displaystyle He^{3}} bewährt hat, ist die topologische Homotopietheorie.